# 奇強卡
奇強卡（波蘭語：Trzcianka，發音：[ˈtʂt͡ɕaŋka]，申蘭克）是波蘭大波蘭省的城鎮，人口約1.6萬，位於諾泰奇河支流河畔。在1772至1945年期間，城市屬於普魯士。

## 友好城市
- 波蘭 杜什尼基-茲德魯伊
- 德国 萊爾特
- 德国 胡蘇姆
- 英国 特威德河畔贝里克
- 乌克兰 托馬什皮爾[2]

## 外部連結
- Unofficial site of the city（页面存档备份，存于）（波兰語）